# Zbójnickie Turnie

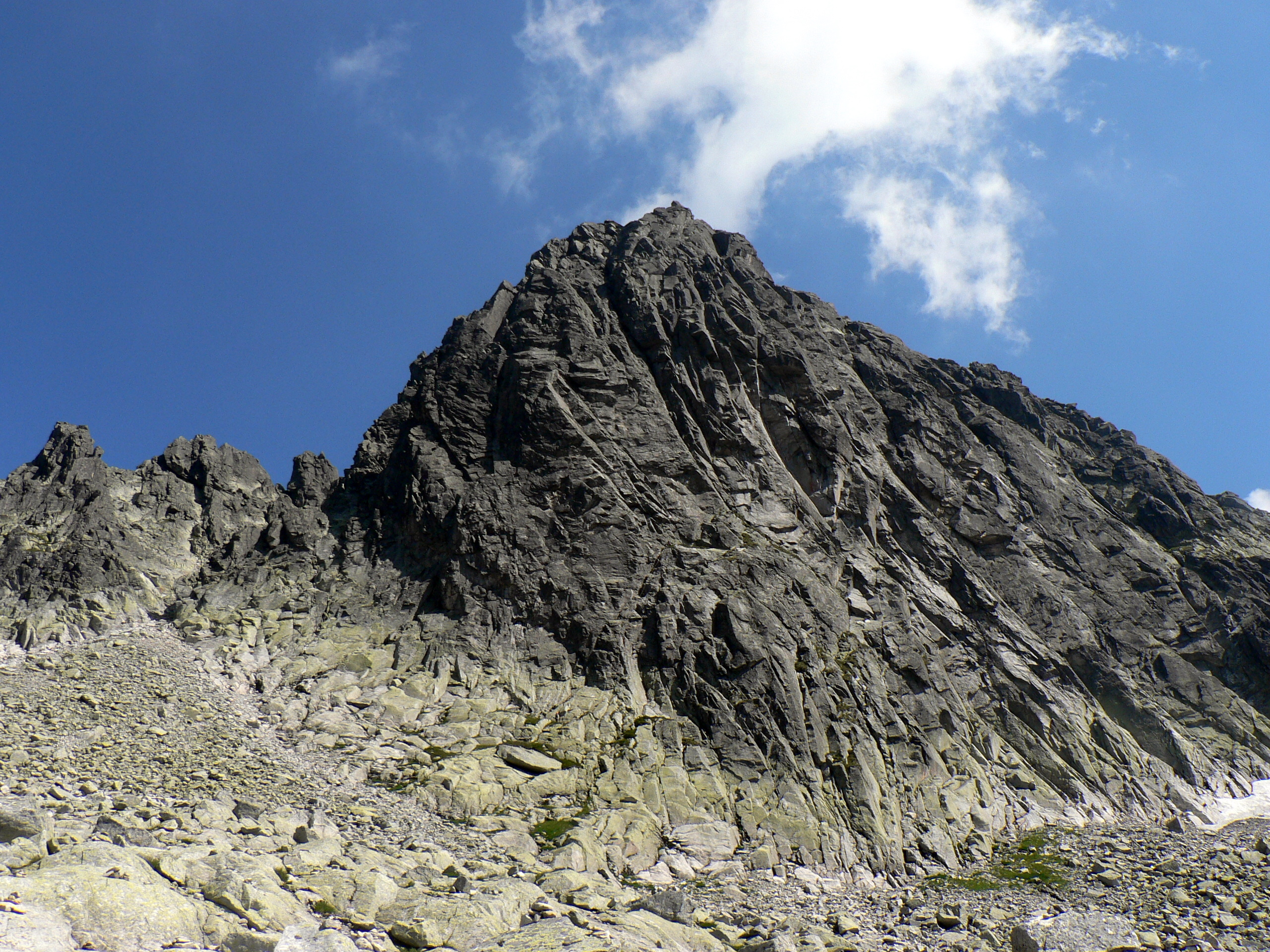
Zbójnickie Turnie i Mały Lodowy Szczyt

Zbójnickie Turnie (słow. Zbojnícke veže, niem. Aschlochseetürme, Räubertürme, węg. Hagymás-tavi-tornyok) – grupa trzech niewielkich turni znajdujących się w słowackich Tatrach Wysokich. Leżą one w grani głównej Tatr Wysokich. Od Ostrego Szczytu ich masyw oddzielony jest przełęczą Biała Ławka, natomiast od kopuły szczytowej Małego Lodowego Szczytu oddziela je przełęcz Zbójnicka Ławka. Na żaden z obiektów w tym masywie nie prowadzą żadne znakowane szlaki turystyczne. Pierwszego wejścia turystycznego na najwyższą ze Zbójnickich Turni – Wielką Zbójnicką Turnię dokonali Zygmunt Klemensiewicz i Roman Kordys, a było to 29 sierpnia 1907 r.
Obiekty w masywie Zbójnickich Turni w kolejności z zachodu na wschód:
- Zbójnicki Kopiniak (Zbojnícka kopa, 2327 m),
- Zbójnickie Wrótka (Zbojnícke vrátka, 2323 m),
- Mała Zbójnicka Turnia (Malá Zbojnícka veža, 2360 m),
- Niżnia Zbójnicka Szczerbina (Malá Zbojnícka štrbina, 2353 m),
- Pośrednia Zbójnicka Turnia (Prostredná Zbojnícka veža, 2388 m),
- Wyżnia Zbójnicka Szczerbina (Veľká Zbojnícka štrbina, 2381 m),
- Wielka Zbójnicka Turnia (Veľká Zbojnícka veža, 2395 m)[1][2].

Nazwa Zbójnickich Turni, podobnie jak i innych „zbójnickich” obiektów w okolicy, pochodzi od myśliwych, których ludność określała tym mianem. Rejony Doliny Jaworowej i Staroleśnej były popularnym miejscem łowieckim dla koziarzy spiskich, jak i podhalańskich. Często przechodzili oni między tymi dolinami przez okoliczne przełęcze, np. sąsiadującą Zbójnicką Ławkę czy Jaworową Przełęcz.